# Léonie de Waha
Pour les articles homonymes, voir Léonie et Waha (homonymie).
 Léonie de Waha de Chestret dite Léonie de Waha, née le 31 mars 1836 à Tilff et est morte le 8 juillet 1926 à Liège, est une pédagogue, militante wallonne et féministe belge.

## Jeunesse, avant le marriage
Née à Liège le 31 mars 1836 au 40 rue Hors-Château, Léonie de Chestret de Haneffe était la fille du baron Hyacinthe-Remi-Godefroid de Chestret de Haneffe et d’Amanda Laurence de Sélys-Longchamps. Elle incarnait ainsi le résultat de l’union de deux grandes familles libérales directement liées à l'histoire liégeoise
L’implication de son arrière-grand-père paternel, le baron et révolutionnaire liégeois Jean-Rémy de Chestret de Haneffe (1739-1809), dans la Révolution liégeoise représenta pour elle une valeur exemplative qui conduisit sa pensée. En effet, tout au long de sa vie, elle exalta la figure de cet ancêtre et fit de nombreuses références à son combat lors de la Révolution liégeoise afin de donner plus de poids à ces propres idéaux,.
La mère de Léonie décéda en 1838. L’éducation de sa fille fut confiée à des gouvernantes et partiellement assurée par son père qui contribua à lui inculquer des idéaux libéraux progressiste et républicains. En effet, le baron de Chestret de Haneffe entretint avec sa fille des discussions à teneur politique dès son plus jeune âge et lui fit notamment lecture du ‘’Journal de liège’’ (organe de presse libéral doctrinaire) dès ses 6 ans, contribuant à la former très tôt à la politique. Elle cultiva également une foi catholique personnelle, qu’elle affirmait combiner avec les principes du libéralisme. Malgré les évidentes similitudes entre ses convictions et l’idéologie de la libre-pensée qui regroupait la bourgeoisie libérale avant 1914, sa présence au sein de sociétés de cette nature n’est pas certaine ,.
Elle reçut l’enseignement dispensé par la Maison d’éducation française pour demoiselles de Liège (maintenant Enseignement secondaire de Beauvoir). Durant cette période, elle se passionna notamment pour les langues anciennes et modernes et pour l’histoire, plus particulièrement celle de la Belgique et de l’Ancien Pays de Liège (Principauté de Liège)
En 1848, son père la contraignit à ce qu’elle qualifia elle-même “d’exil” à Bernissen, près de Saint-Trond. Elle refusa toujours d’apprendre le flamand, qu’elle désignait d’ailleur sous le terme de ‘’kanifichtône’’,, terme parodique wallon issu de la phrase ‘’Ik kan niet verstaan’’ (traduction : Je ne comprend pas) et témoignant d’un certain anti-flamingantisme culturel, qui faisait partie intégrante de sa conception du militantisme wallon,,. Un an plus tard, son père fut élu sénateur et déménagea à Bruxelles ville envers laquelle sa fille nourrit des sentiments très mitigés.

## Biographie

### Jeunesse
Léonie de Waha relève de deux familles aristocrates libérales corrélées à l'histoire de la ville de Liège. Née dans l'hôtel particulier familial de la rue Hors-Château à Liège en 1836, elle est issue d'une longue lignée noble de l'ancien pays de Liège. Fille du baron Hyacinthe de Chestret de Haneffe, commissaire d'arrondissement (1830) et ensuite sénateur libéral de Liège (1846-1851) et de Amanda-Laurence de Sélys Longchamps, grande sœur d'Edmond de Sélys Longchamps, scientifique engagé politiquement au sein du parti libéral, elle bénéficia d'une éducation aisée et cultivée. 
Dès son plus jeune âge, elle fut inscrite à la Maison d'éducation française pour demoiselles de Liège créée en 1817 et dirigée par Marie-Louise de Beffroi de Beauvoir. Léonie de Waha de Chestret, adolescente, s'affirme d'opinion libérale, démocrate, tolérante et croyante.
Elle épouse Victor de Waha de Baillonville, jeune docteur en droit, baron et fils de Joseph-Louis de Waha, en août 1863. Ce dernier mourra quatre ans plus tard. Trois ans après leur union, ils perdront leur fille unique, Louise-Amanda. Léonie de Waha décida de poursuivre l'œuvre sociale de son mari après sa mort en se consacrant à la collectivité.

### Œuvres philanthropiques
Dans les années 1860, elle créa des bibliothèques à Chênée et à Esneux, ainsi que des écoles, dont l'école de coupe et couture à Tilff, et des jardins d'enfants dans le quartier de Saint-Gilles. Elle fonda également l'Association pour l'éducation des jeunes filles. De la même manière, Léonie de Waha participa à la création de la Société liégeoise : organisation permettant la construction, l'achat de maisons ouvrières et, ce faisant, facilitant l'accès à la petite propriété dès l'âge de 16 ans. Afin de réaliser ce projet, elle fit bâtir six groupes de quatre maisons avec jardins en façade. 

## Contexte historique
Le XIXe siècle est une époque caractérisée par de nombreuses revendications, dont celles de femmes et de leurs droits. Entre 1789 et 1830, il y eut l'apparition des premières organisations, mouvements et revendications féministes. Avant la Révolution française, les femmes étaient victimes d'inégalités et de « discriminations juridiques, politiques et économiques ainsi que dans le domaine de l'enseignement ». Le siècle des Lumières inaugure une nouvelle ouverture d'esprit prônant l'égalité pour tous. Les femmes, avant chargées de s'occuper du ménage et de materner, participent davantage aux mouvements et débats sociétaires dans le but de se voir reconnaître des droits égaux à ceux des hommes. Olympe de Gouges, grande figure révolutionnaire et connue pour sa Déclaration des droits de la femme et de la citoyenne (1793), est à l'image de cette ambition de changement. Ainsi, les femmes se considèrent comme un groupe persécuté, et revendiquent le droit au travail et à l'enseignement. 
La question de la place de la femme dans le système éducatif belge est délicate dû au fait qu'elle renvoie à la place de la femme au sein de la société étant entendu que l'instruction a pour objet de renforcer l'assurance de soi, d'accroître la conscience des droits de chacun ainsi que de soutenir l'indépendance économique des femmes. Alors que peu de filles issues de la classe populaire fréquentent les institutions scolaires, les jeunes filles du milieu aristocrate et bourgeois se voient dispenser un enseignement par des congrégations religieuses ou des préceptrices particulières.
Au sein de son ouvrage Le Siècle des femmes,  Florence Montreynaud présente la mentalité de l'époque, héritée des Lumières, comme infériorisant les femmes aux hommes. Dès la fin du XVIIIe siècle, certaines femmes qualifiées d'avant-gardistes, dont Christine de Pisan ou Madame d'Épinay, tentent d'attribuer cette inégalité à des causes éducatives et non plus naturelles. Plus encore, il y a une volonté de changer la position sociale des femmes, en instaurant l'école pour tous.

## Engagement féministe
Le féminisme est « un mouvement militant pour l'amélioration et l'extension du rôle et des droits des femmes dans la société ». C'est au cœur d'une tendance libérale progressiste émanant d'une nouvelle génération, naissante de la répercussion du socialisme, qui tend à protéger la démocratisation de la société et soutenir les multiples mouvements flamand, ouvrier, antiesclavagiste, etc.. À cette époque, l'enseignement était perçu par les libéraux comme étant une arme non négligeable contre l'Église étant entendu que l'enseignement des filles, en particulier, devait soustraire les femmes et, par leur intermédiaire, le « peuple », à son influence. 

### L'institut supérieur libre de demoiselles

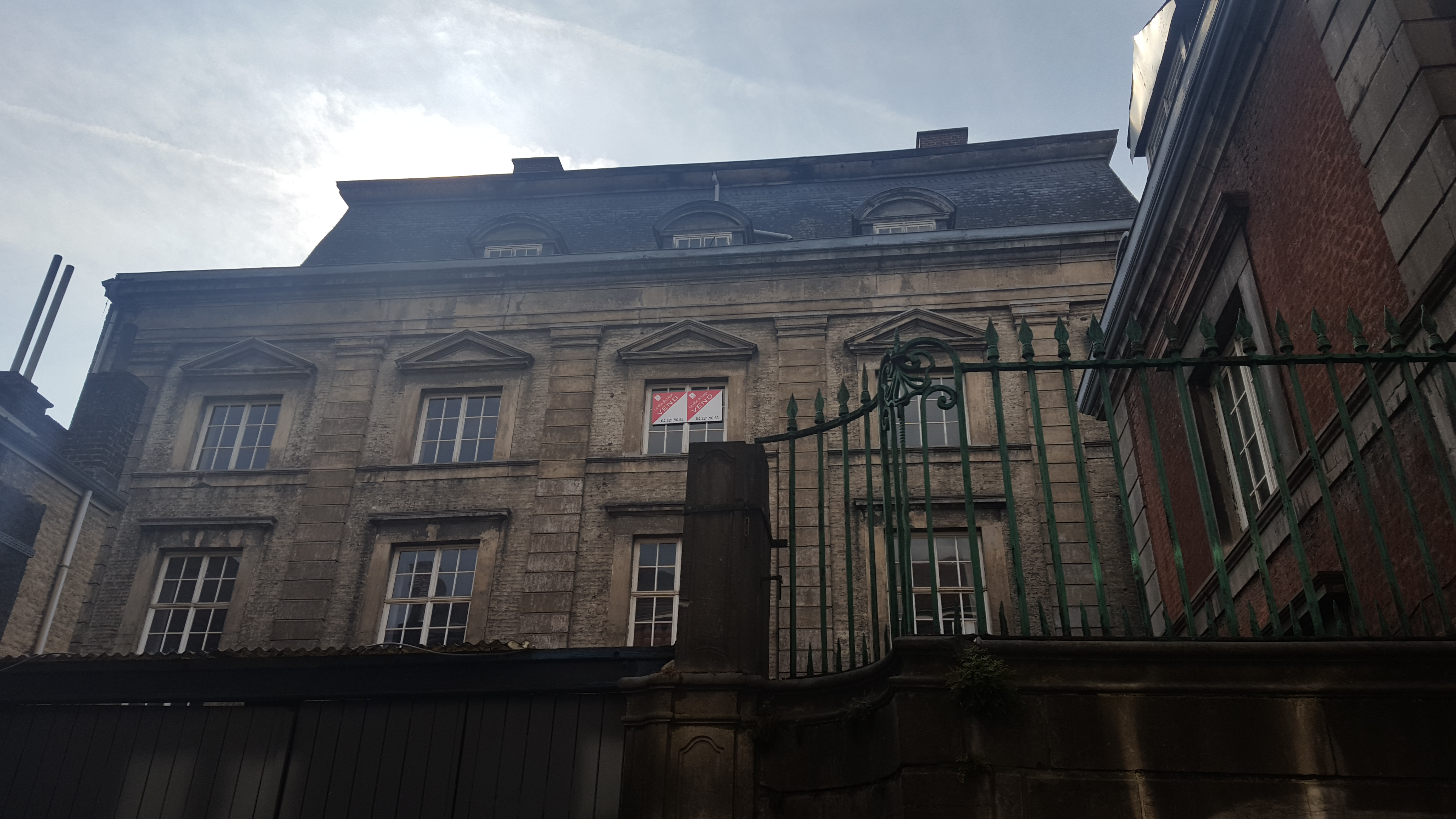
L'hôtel de Crassier de la rue des Célestines à Liège.

Au début du XIXe siècle, l'histoire ne témoigne pas de l'existence d'établissement scolaire à Liège formant les jeunes filles afin de leur permettre d'entrer à l'université, hormis les couvents ou les écoles catholiques.
Portée par la volonté du bourgmestre de Liège, Jules d'Andrimont, de fonder une école réservée aux jeunes filles, Léonie de Waha créa, en 1868, l'Institut supérieur libre de Demoiselles sous la forme d'une société anonyme. Installée dans l'hôtel de Crassier de la rue des Célestines profitant ainsi d'un jardin donnant sur la Sauvenière, cette institution fut largement inspirée du modèle scolaire d'Isabelle Gatti de Gamond. Cette association poussa les détracteurs de l'Institut à le surnommer « École à la Gatti ». L'école dispensait des cours de niveau primaire et supérieur, lesquels étaient dispensés par des institutrices et régentes pour le premier, et par des spécialistes pour le second. Rapidement, l'Institut fit l'objet de revendication de l'Église catholique dû à la possibilité des parents d'exempter leurs enfants de l'enseignement des religions et dû à la singularité de cette institution, se marquant par son pluralisme philosophique : chaque culte fait l'objet d'un enseignement accordé par un représentant qualifié en la matière. Les particularités de cette démarche pédagogique eurent pour conséquence l'excommunication, par l'évêque de Liège, Théodore de Montpellier, de l'ensemble des personnes qui fréquentent cette institution scolaire. La polémique autour de cette institution s'éteindra avec le temps. Au fil des années, cette école devint l'un des piliers de l'enseignement communal liégeois et se développa dû à l'augmentation de la population scolaire. À partir de 1879, et ce grâce à des subventions accordées par la province de Liège, l'inscription y devient gratuite. 
Il ne faut pas confondre l'Institut supérieur libre de Demoiselles et l'École moyenne professionnelle de Demoiselles située rue Hazinelle (place Saint-Paul) et créée le 18 mai 1877 par la Ville de Liège sur une propriété achetée en 1874 par la Ville à Léonie de Waha.

### Union des femmes de Wallonie
L'Union des femmes de Wallonie fut fondée le 28 octobre 1912 dans la foulée du Congrès wallon, de la lettre au roi de Jules Destrée et de l'Assemblée wallonne. L'Union, compta à ses débuts 140 membres et était présidée par Léonie de Waha jusqu'à son décès en 1926.
La vice-présidence était assurée par Marie Defrecheux (remplacée, fin 1913, par Madame Mahaim-Stévart) et Marguerite Horion-Delchef en assurait le secrétariat.
Quant aux événements justifiant la fondation d'un tel mouvement, le Manifeste de lancement de l'Union des femmes de Wallonie déclarait : « la Wallonie donne actuellement le spectacle d'un admirable réveil. Sous la poussée du flamingantisme, les forces wallonnes, que l'on aurait pu croire endormies à jamais, ont repris conscience d'elles-mêmes ; les efforts patients des Wallons ont dressé contre les exigences flamingantes de la puissance d'une opinion publique qui réclame pour la Wallonie une part égale dans tous les domaines de la vie nationale et le respect de son individualité […] ».
Quant au but de l'association, il tendait à « dégager ces idées, à en susciter l'expression autour de nous, à les rapprocher, à les élucider pour les faire fructifier, à provoquer les initiatives de nos Sœurs wallonnes et à rendre ainsi vraiment efficaces les efforts de nos pensées en vue d'une culture générale plus large et plus généreuse de la femme […] ». Cette organisation souhaitait solliciter et encourager une conscience politique wallonne au sein des femmes de Wallonie.
L'Union des femmes de Wallonie ouvrait ses portes à l'ensemble des femmes qui pensaient, se préoccupaient du souci de l'équité, de l'amour du sol natal, de la solidarité mais également de l'orgueil du peuple.
Léonie de Waha de Chestret mit également en exergue la gaillarde (ou gaillarda) comme « symbole du militantisme wallon féminin ». Celle-ci fut d'ailleurs homologuée comme l'emblème floral de la Wallonie par le décret du 3 décembre 2015.

## Héritage et influence de Léonie de Waha
L'Institut supérieur libre de Demoiselles vit le jour en 1868 dans l'hôtel de Crassier sis 14, rue des Célestines. Par un acte notarié passé le 29 juillet 1887 et ratifié par la Ville le 1er août 1887, Léonie de Waha le céda à la Ville de Liège. La Ville de Liège y maintint un établissement d'instruction sous le titre : Institut supérieur de demoiselles. Pour cet institut, la Ville érigea un vaste bâtiment au 131, boulevard de la Sauvenière à la fin du XIXe siècle, cachant ainsi des promeneurs l'hôtel initial. Il fut ensuite renommé lycée de Waha en 1925. 
Les installations initiales accueillirent et accueillent toujours une école primaire communale. L'institution destinée à l'instruction des demoiselles fut installée dans un nouveau bâtiment construit à l'emplacement de l'ancienne cité ouvrière dite la verrerie, aujourd'hui devenue l'athénée Léonie de Waha et qui se situe sur le boulevard d'Avroy. Il s'agit d'un athénée communal qui fait, de ce fait, partie de l'enseignement communal liégeois.
L'érection du nouveau bâtiment, qui eut lieu entre 1936 et 1938, est due à l'architecte liégeois Jean Moutschen qui lui donna un cachet moderniste. Il y construisit des espaces de vie rares pour l'époque : « une salle des fêtes de 850 places, une cour de récréation de 2 400 m2, un internat, des laboratoires, une salle de musique, des gymnases, une piscine et même un abri souterrain pour 1 000 personnes ». Par ces espaces mais également en vertu de sa devanture ornée de pierres de calcaire soutenant des bas-relief illustrant des jeunes filles dans leur vie quotidienne, le lycée de Waha est considéré comme une œuvre architecturale d'importance. La décoration de la bâtisse fut réalisée par 18 artistes bruxellois et wallons qui ornèrent les murs du lycée d’œuvres variées : fresques, mosaïques, peintures sur toile, peintures sur verre et vitraux.  
Considérée comme une œuvre architecturale de grande valeur, l'athénée de Waha est classé depuis le 17 mai 1999, au patrimoine exceptionnel de Wallonie.

## Hommages

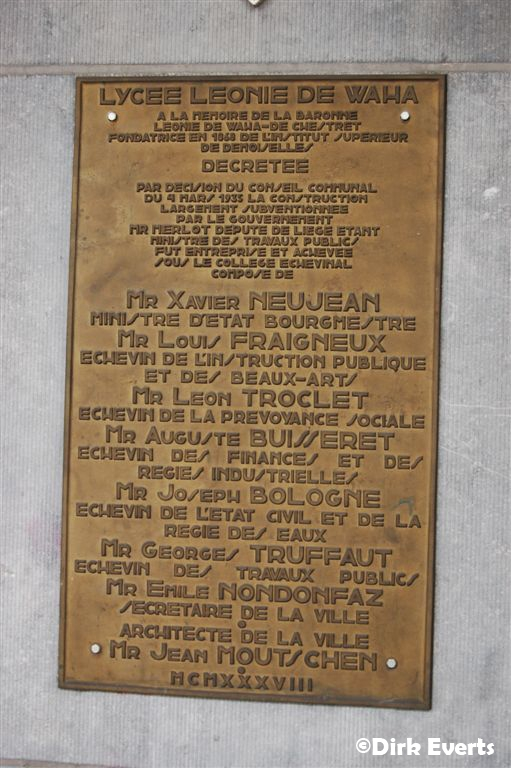
Plaque commémorative en l'hommage de Léonie de Waha sur l'Athénée Léonie de Waha à Liège.

- Officière du Mérite wallon (O.M.W.) en 2012 à titre posthume.
- Une plaque en sa mémoire est dressée à l'Athénée Léonie de Waha.

#### Législation
Décret du 3 décembre 2015 modifiant le décret du 23 juillet 1998 déterminant le jour de fête et les emblèmes propres à la région wallonne en vue d'officialiser l'emblème floral de Wallonie.